# عبد القادر بصغير
عبد القادر بصغير (مواليد 3 مايو 1978 في معسكر) هو لاعب كرة قدم جزائري متقاعد. اعتزل كرة القدم عام 2015.

## روابط خارجية
- عبد القادر بصغير على موقع قاعدة بيانات كرة القدم.إي يو (الإنجليزية)